# Alicewilsonita-(YLa)
L'alicewilsonita-(YLa) és un mineral de la classe dels carbonats.

## Característiques
L'alicewilsonita-(YLa) és un carbonat de fórmula química Na₂Sr₂YLa(CO₃)₆(H₂O)₃. Va ser aprovada com a espècie vàlida per l'Associació Mineralògica Internacional l'any 2021, i publicada en el mes de març de 2024. Cristal·litza en el sistema triclínic.
Les mostres que van servir per a determinar l'espècie, el que es coneix com a material tipus, es troben conservades a les col·leccions mineralògiques del Museu Canadenc de la Natura, al Quebec (Canadà), amb el número de catàleg: cmnmc 89063, i al Museu d'Història Natural d'Oslo de la Universitat d'Oslo (Noruega), amb el número de catàleg: knr 44330.

## Formació i jaciments
Va ser descoberta a la mina de coure de Paratoo, a Yunta, dins la província d'Olary (Austràlia Meridional, Austràlia), sent l'únic indret de tot el planeta on ha estat descrita aquesta espècie mineral.